# Batalla de Solebay
La batalla naval de Solebay va tenir lloc el 28 de maig (vell estil), 7 de juny (nou estil) del 1672 ai va ser la primera batalla naval de la Tercera Guerra Angloneerlandesa.

## Antecedents
En 1670, Carles II d'Anglaterra i Lluís XIV de França van signar el tractat de Dover, amb la intenció de subjugar l'estat holandès. La Royal Navy es va unir a l'atac a les Províncies Unides en 1672.

## Batalla
Una flota 75 vaixells, 20,738 homes i 4.484 canons de les Províncies Unides, comandada pels almirall-tinents Michiel de Ruyter, Adriaen Banckert i Willem Joseph van Ghent, va sorprendre a la conjunta flota francoanglesa de 93 vaixells, 34.496 homes i 6.018 canons en l'àncora a Solebay (actualment la Badia Sole), prop de Southwold a Suffolk, en la costa est d'Anglaterra. El Duc de York i el Comte Vicealmirall Jean II d'Estrées havien tramat bloquejar als holandesos en els seus ports d'origen i negar el Mar del Nord per a la navegació holandesa.

## Conseqüències
Els seus intents de bloquejar la costa holandesa, i finalment convertir la República en un protectorat anglès es van veure frustrats per quatre victòries estratègiques del tinent-almirall Michiel de Ruyter. El Parlament d'Anglaterra temerós que l'aliança amb França fou un pla del rei, catòlic, en convertir Anglaterra al catolicisme, va obligar a abandonar una guerra infructuosa.